# Clitopa capra
Clitopa capra är en skalbaggsart som beskrevs av Gilbert John Arrow 1902. Clitopa capra ingår i släktet Clitopa och familjen Melolonthidae. Inga underarter finns listade i Catalogue of Life.